# Korláth József
Korláth József (született Peck József; Nagybánya, 1868. április 22. – Budapest, 1925. április 5.) statisztikus, a Központi Statisztikai Hivatal könyvtárának vezetője.

## Életútja
A középiskolát 1886-ban fejezte be, majd a bécsi műszaki katonai akadémián tanult. 1900-ban államtudományi doktori címet szerzett a Budapesti Királyi Magyar Tudományegyetemen.
1896-tól dolgozott a Központi Statisztikai Hivatalban, ahol pályafutása során a statisztika szinte összes ágában (a hitel- és árstatisztikában, a népszámlálásban, a külkereskedelmi, a vasúti, a választási, a mezőgazdasági, a szövetkezeti és az iparstatisztikában) kipróbálhatta magát. 1899–1900-ban a hivatal fiumei kirendeltségét, majd ennek megszűnte után 1902-ig a tengerészeti hatóság statisztikai alosztályát irányította. Ezekben az években a fiumei értékmegállapító bizottság titkári pozícióját is betöltötte. 1904-ben statisztikai főtisztté léptették elő. 1905-től 1907-ig a hivatal könyvtárát vezette. 1913-ban statisztikai felügyelői, 1919-ben főtanácsosi kinevezésben részesült. Az első világháború idején katonaként szolgált.